# سیارک ۶۴۰

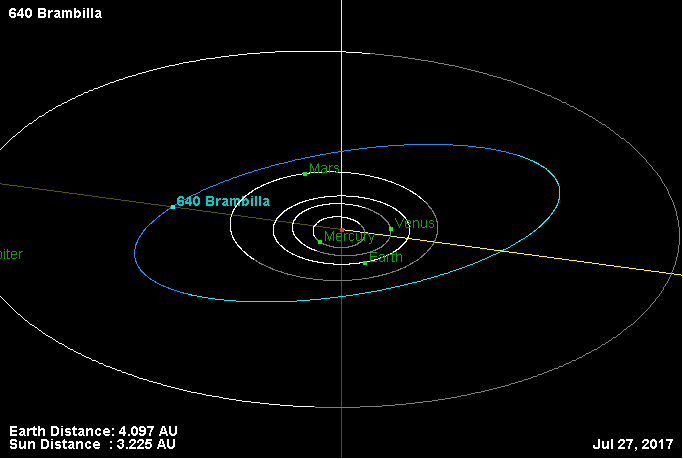
نمایی از محل قرارگیری سیارک ۶۴۰ در مدار – ۲۰۱۷

سیارک ۶۴۰ (به انگلیسی: 640 Brambilla، نامگذاری:1907ZW) ششصد و چهلمین سیارک کشف شده‌است که در ۲۹ اوت ۱۹۰۷ و در هایدلبرگ کشف شد.
قدر مطلق سیارک برابر ۸٫۹۹ است.